# The Lollipop Shoppe
The Lollipop Shoppe è stato un gruppo garage rock psichedelico statunitense originario di Portland nell'Oregon attivo nella seconda metà degli anni sessanta.
Autori di alcuni singoli tra cui il brano You Must Be a Witch, tra i più immediati inni garage dell'epoca ed inserito anche nella raccolta epocale sul garage rock Nuggets e di un solo album, Just Colour, valutato tra i più importanti in ambito psych-punk e tra quelli rock di fine decennio edito da band di breve durata.
Il gruppo era guidato Fred Cole, già membro del gruppo The Weeds autore di due EP, ed il loro stile musicale viene considerato come un misto tra i Seeds (con cui condividevano il manager) e soprattutto i Love di Arthur Lee con in aggiunta un pizzico dei losangeleni The Music Machine.
Cole, terminata l'esperienza con il gruppo divenne un importante elemento della scena punk di Portland fondando The Rats.

## Formazione
- Bob Atkins
- Ed Bowen
- Fred Cole
- Ron Buzzel
- Tim Rockson

## Discografia

### Album
- 1967 - Just Colour (UNI Records)